# Federazione internazionale di bob e skeleton
La Federazione Internazionale di Bob e Skeleton (in inglese: International Bobsleigh & Skeleton Federation, abbreviata IBSF), in precedenza nota come Fédération Internationale de Bobsleigh et de Tobogganing (in francese, abbreviata FIBT), è la federazione sportiva internazionale, riconosciuta dal Comitato olimpico internazionale che governa gli sport invernali olimpici del bob e dello skeleton e il bob su strada.
La sua sede centrale si trova a Losanna (in precedenza era a Milano), all'interno della Maison du sport international. Al 2021 sono affiliate 78 federazioni nazionali.

## Storia

Il logo della FIBT, attualmente denominata IBSF

La federazione fu fondata a Parigi il 23 novembre 1923 da delegati di Gran Bretagna, Francia e Svizzera e rappresentanti di Canada e Stati Uniti. Inizialmente fu scelta la denominazione Fédération Internationale de Bobsleigh et de Tobogganing (FIBT), ed includeva solo lo sport internazionale del bob. Il primo presidente fu il conte Renaud de la Frégeolière (che rimase in carica 37 anni), mentre il compito di organizzare la federazione fu affidata a Franz Reichel, giornalista del Figaro.
Nel 1927 lo sport dello slittino e lo skeleton vennero aggiunti come sezione indipendente. Tuttavia, nel 1957 lo slittino si separò dalla FIBT e fondò una propria federazione, la Fédération Internationale de Luge de Course (FIL). In molte federazioni nazionali non esiste una separazione tra bob, skeleton e slittino.
A metà degli anni 1980, la FIBT decise di creare una Coppa del Mondo di bob per dare una nuova dimensione alla disciplina: infatti, in precedenza, tale pratica sportiva aveva una vetrina solo grazie ai giochi olimpici invernali e ai campionati mondiali ed europei. Nel 1999 la FIBT combatté con successo per riportare lo skeleton (già apparso nei giochi olimpici di St. Moritz 1928 e 1948) nella lista ufficiale degli sport ai Giochi olimpici invernali, il che avvenne a partire dai giochi di Salt Lake City 2002.
Nel 2015 il nome ufficiale è stato cambiato in International Bobsleigh & Skeleton Federation, mentre la lingua francese è stata soppressa come lingua ufficiale dell'organizzazione, sostituita dalle lingue inglese e tedesca impiegate nei documenti ufficiali e nei comunicati.

## Competizioni organizzate
La federazione è responsabile delle norme e dei regolamenti negli sport del bob e dello skeleton, per gli sport giovanili e junior, nonché per l'organizzazione di eventi internazionali:
- Bob ai Giochi olimpici e Skeleton ai Giochi olimpici;
- Campionati mondiali di bob e Campionati mondiali di skeleton (dal 2004 i due campionati si disputano in contemporanea e nello stesso luogo);
- Coppa del Mondo di bob e Coppa del Mondo di skeleton (dal 2005 si svolgono in contemporanea e nello stesso luogo);
- Campionati europei di bob e Campionati europei di skeleton (dal 2005 Si svolgono in contemporanea, nello stesso luogo e all'interno di una tappa di Coppa del Mondo);
- Campionati mondiali juniores di bob e Campionati mondiali juniores di skeleton;
- Campionati europei juniores di bob e Campionati europei juniores di skeleton;
- Coppa Europa di bob e Coppa Nordamericana di bob, circuiti continentali per bob;
- Coppa Europa di skeleton e Coppa Nordamericana di skeleton, circuiti continentali per skeleton;
- Coppa Intercontinentale di skeleton, circuito minore internazionale (soltanto per lo skeleton).

## Presidenti
- Renaud de la Frégeolière: 1923 – 1960
- Amilcare Rotta: 1960 - 1984
- Klaus Kotter: 1984 - 1994
- Robert H. Storey: 1994 - 2010
- Ivo Ferriani: 2010 - in carica

## Federazioni nazionali affiliate
Al 2021 la IBSF conta 78 federazioni nazionali affiliate nei cinque continenti:
| N. | Paese                   | Federazione                                                           | Sito web                                             |
| -- | ----------------------- | --------------------------------------------------------------------- | ---------------------------------------------------- |
| 1  | Andorra                 | Associatio Esportiva de Bobsleigh                                     |                                                      |
| 2  | Argentina               | Asociacion Argentina de Bobsleigh, Skeleton y Luge                    |                                                      |
| 3  | Armenia                 | Armenian National Bobsleigh, Skeleton and Luge Federation             |                                                      |
| 4  | Australia               | Sliding Sports Australia Ltd.                                         | Archiviato il 21 marzo 2020 in Internet Archive.     |
| 5  | Austria                 | Österreichischer Bob- und Skeletonverband                             |                                                      |
| 6  | Azerbaigian             | Azerbaijan Bobsleigh Federation                                       |                                                      |
| 7  | Belgio                  | Belgische Federatie voor de Bob- En Sleesporten                       |                                                      |
| 8  | Bermuda                 | Bermuda Bobsled, Skeleton & Luge Association                          |                                                      |
| 9  | Bosnia ed Erzegovina    | Bob Association of Bosnia and Herzegovina                             |                                                      |
| 10 | Brasile                 | Confederação Brasileira de Desportos no Gelo                          |                                                      |
| 11 | Bulgaria                | Bulgarian Bobsleigh and Skeleton Federation                           |                                                      |
| 12 | Cambogia                | Cambodia Weightlifting Federation                                     |                                                      |
| 13 | Canada                  | Bobsleigh Canada Skeleton                                             |                                                      |
| 14 | Cile                    | Bob & Skeleton Club Condor Chile                                      |                                                      |
| 15 | Cina                    | Chinese Bobsleigh and Skeleton Association                            |                                                      |
| 16 | Colombia                | Asociacion Colombiana de Bobsleigh y Skeleton (ACBS)                  |                                                      |
| 17 | Corea del Sud           | Korea Bobsleigh Skeleton Federation                                   |                                                      |
| 18 | Costa d'Avorio          | Federation Ivoirienne de Bobsleigh et de Skeleton                     |                                                      |
| 19 | Croazia                 | Croatian Bob & Skeleton Federation                                    |                                                      |
| 20 | Danimarca               | Bobslaede- og Skeleton Klub Danmark                                   |                                                      |
| 21 | Filippine               | Philippine National Bobsled Luge & Skeleton Association, Incorporated |                                                      |
| 22 | Finlandia               | Bob Ja Skeleton Liito, Finland                                        |                                                      |
| 23 | Francia                 | Fédération Française des Sports de Glace                              |                                                      |
| 24 | Gambia                  | Ice Gambia                                                            |                                                      |
| 25 | Germania                | Bob- und Schlittenverband für Deutschland                             |                                                      |
| 26 | Ghana                   | Bobsled and Skeleton Federation Ghana                                 |                                                      |
| 27 | Grecia                  | Hellenic Ice Sports Federation                                        |                                                      |
| 28 | India                   | Bobsleigh & Skeleton Association of India                             |                                                      |
| 29 | Iraq                    | Iraqi Winter Sports Committee                                         |                                                      |
| 30 | Irlanda                 | Irish Bobsled & Skeleton Association                                  |                                                      |
| 31 | Isole Vergini Americane | U.S. Virgin Islands Winter Sports Federation                          |                                                      |
| 32 | Israele                 | Bobsled Skeleton Israel                                               |                                                      |
| 33 | Italia                  | Federazione italiana sport invernali                                  |                                                      |
| 34 | Giamaica                | Jamaica Bobsleigh and Skeleton Federation (JBSF)                      | Archiviato il 21 settembre 2019 in Internet Archive. |
| 35 | Giappone                | Japan Bobsleigh and Luge Federation                                   |                                                      |
| 36 | Kazakistan              | Republican Federation of bobsleigh and skeleton                       |                                                      |
| 37 | Lettonia                | Latvijas Bobsleja un Skeletona Federācija                             |                                                      |
| 38 | Liechtenstein           | Bob- und Skeletonclub Liechtenstein                                   |                                                      |
| 39 | Lituania                | Lithuania Bobsleigh and Skeleton Sports Federation                    |                                                      |
| 40 | Lussemburgo             | Lëtzebuerg Skeleton                                                   |                                                      |
| 41 | Malaysia                | Malaysian Association of Bobsleigh and Skeleton                       |                                                      |
| 42 | Malta                   | IBSF Malta                                                            |                                                      |
| 43 | Messico                 | Federación Mexicana de Patinaje y Deportes de Invierno                |                                                      |
| 44 | Monaco                  | Fédération Monégasque de Bobsleigh, Luge et Skeleton                  |                                                      |
| 45 | Mongolia                | Mongolian Bobsleigh & Skeleton Federation                             |                                                      |
| 46 | Nigeria                 | Bobsled and Skeleton Sports Federation of Nigeria                     |                                                      |
| 47 | Norvegia                | Norges Ake-, Bob- og Skeletonforbund                                  |                                                      |
| 48 | Nuova Zelanda           | New Zealand Bobsleigh and Skeleton Association                        |                                                      |
| 49 | Paesi Bassi             | Bob en Slee Bond Nederland                                            |                                                      |
| 50 | Panama                  | Federacion Nacional de Deportes de Invierno / Bobsled                 |                                                      |
| 51 | Polonia                 | Polski Związek Bobslei i Skeletonu                                    |                                                      |
| 52 | Portogallo              | Federação de Desportos de Inverno de Portugal                         |                                                      |
| 53 | Porto Rico              | Puerto Rico Bobsleigh Federation                                      |                                                      |
| 54 | Regno Unito             | British Bobsleigh and Skeleton Association                            |                                                      |
| 55 | Rep. Ceca               | Český svaz bobistů a skeletonistů                                     |                                                      |
| 56 | Rep. Dominicana         | Federacion Dominicana de Deportes de Patinaje                         |                                                      |
| 57 | Romania                 | Federaţia Română de Bob şi Sanie                                      | Archiviato il 21 settembre 2019 in Internet Archive. |
| 58 | Russia                  | Federacja Bobsleja Rossii                                             |                                                      |
| 59 | Samoa                   | Western Samoa Bobsleigh & Skeleton Association                        |                                                      |
| 60 | Samoa Americane         | American Samoa Bobsled Association                                    |                                                      |
| 61 | San Marino              | Federazione Sanmarinese Sport Invernali                               |                                                      |
| 62 | Serbia                  | Bob Savez Srbije                                                      |                                                      |
| 63 | Slovacchia              | Slovenský Zväz Bobistov                                               |                                                      |
| 64 | Slovenia                | Bob Zveza Slovenije                                                   | Archiviato il 3 marzo 2021 in Internet Archive.      |
| 65 | Spagna                  | Federación Española de Deportes de Hielo                              |                                                      |
| 66 | Stati Uniti             | United States Bobsled & Skeleton Federation                           |                                                      |
| 67 | Sudafrica               | Snow Sports South Africa                                              |                                                      |
| 68 | Svezia                  | Svenska Kälksportförbundet                                            | Archiviato il 21 settembre 2019 in Internet Archive. |
| 69 | Svizzera                | Swiss Sliding                                                         |                                                      |
| 70 | Taipei cinese           | Chinese Taipei Bobsleigh & Skeleton Association                       |                                                      |
| 71 | Thailandia              | Ski and Snowboard Association of Thailand                             |                                                      |
| 72 | Togo                    | Fédération Togolaise de Sport de Glisse et de Ski                     |                                                      |
| 73 | Trinidad e Tobago       | Trinidad-Tobago Bob and Skeleton Federation                           |                                                      |
| 74 | Turchia                 | Türkiye Kızak Federasyonu                                             | Archiviato il 7 gennaio 2022 in Internet Archive.    |
| 75 | Ucraina                 | All-Ukrainian Federation Bobsleigh                                    |                                                      |
| 76 | Ungheria                | Hungarian Bobsleigh & Skeleton Association                            |                                                      |
| 77 | Venezuela               | Federación Venezolana de Deportes de Invierno                         |                                                      |
| 78 | Vietnam                 | Skating Federation of Vietnam                                         | Archiviato il 30 novembre 2021 in Internet Archive.  |